# Ujście-Łęg
Ujście-Łęg – część miasta Ujście w Polsce w województwie wielkopolskim, w powiecie pilskim, w gminie Ujście.
W latach 1975–1998 miejscowość administracyjnie należała do województwa pilskiego.